# (34873) 2001 UF6
2001 UF6 (asteroide 34873) é um asteroide da cintura principal. Possui uma excentricidade de 0.17820920 e uma inclinação de 12.31423º.
Este asteroide foi descoberto no dia 20 de outubro de 2001 por Jaime Nomen em Ametlla de Mar.